# Illes Marqueses
Les illes Marqueses (en francès: îles Marquises) és un arxipèlag de la Polinèsia Francesa, situat a 1.600 km de Tahití entre 600 i 1.000 km al sud de l'equador. Va ser l'espanyol Álvaro Mendaña qui les va anomenar, el 1595, «Islas Marquesas de Mendoza» en honor del virrei del Perú, García Hurtado de Mendoza y Manríquez, marquès de Cañete.
En llengua marquesana s'anomena Te Henua ’enana en el dialecte del nord, i Te Fenua ’enata en el dialecte del sud. Habitualment es tradueix com «la terra dels homes», però més exacte seria «el país dels marquesans». També s'utilitza Makuita com a equivalent fonètic de Marquises.
És l'única zona del món que està a la zona horària d'UTC-09:30.

## Illes
Consta de sis illes, sis illots i alguns bancs de sorra i esculls, que es divideixen en dos grups diferenciats geogràficament i culturalment. De nord a sud són (entre parèntesis altres noms històrics):
- Grup Nord (illes Washington, illes Revolució)
  - Motu One (Sable), illa de sorra deshabitada.
  - Hatutu (Chanal, Hancock, Langdon), illot deshabitat
  - Eiao (Fremantle, Knox, Masse, Robert), illot deshabitat.
  - Motu Iti (Deux-Frères, Hergest’s Rock), illot deshabitat.
  - Nuku Hiva (Federal, Baux, Henry Martin, Adams, Madison), amb la capital Taiohae.
  - Ua Huka (Washington, Riou)
  - Ua Pou (Adams, Marchand, Trevenen)

- Grup Sud (illes de Mendaña)
  - Fatu Huku (Hood), illot deshabitat.
  - Hiva Oa (Dominica), amb Atuona, antiga capital.
  - Tahuata (Santa Cristina)
  - Moho Tani (Motane, San Pedro), illot deshabitat.
  - Fatu Hiva (Magdalena)
  - Motu Nao (Thomasset), roca.

## Història
Els primers pobladors de les Marqueses van ser els polinesis, al voltant de l'any 300 dC. Segons les evidències etnològiques i les relacions lingüístiques, el més probable és que arribessin des de les illes Samoa.
El primer europeu a visitar-les va ser l'espanyol Álvaro Mendaña, el 1595. En el seu viatge del Perú a les illes Salomó va trobar les illes del grup sud: Magdalena (Fatu Hiva), Dominica (Hiva Oa), Santa Cristina (Tahuata) y San Pedro (Moho Tani).
Van passar gairebé dos segles sense més visites estrangeres fins que va arribar James Cook, el 1774, per estar-s'hi més d'un mes reposant després d'explorar la costa de l'Antàrtida.
El nord-americà Joseph Ingraham, l'abril del 1791, descobreix les illes del grup nord: Washington (Ua Huka), Federal (Nuku Hiva) i Adams (Ua Pou). Anomena el grup com illes Washington, diferenciant-les de les illes de Mendaña. Dos mesos més tard arriba el francès Étienne Marchand en la segona volta al món francesa en plena Revolució. Anomena al grup nord illes Revolució i posa a les illes els noms dels seus oficials: Marchand (Ua Pou), Baux (Nuku Hiva), Deux Frères (Motu Iti), Masse (Eiao), Chanal (Hatutu).
El 1813 durant la guerra anglo-americana, el nord-americà David Porter va establir una base naval a l'illa Madison (Nuku Hiva), nom del president nord-americà. Però després de la guerra els Estats Units no van ratificar la presa de possessió.
El 1842, el francès Du Petit-Thouars pren possessió de l'arxipèlag. Un espectador és l'escriptor Herman Melville que després escriurà la seva primera novel·la, Typee, explicant les seves aventures. Els francesos van utilitzar uns anys les illes com a penal i, més tard, les incorporen al territori de la Polinèsia Francesa.

## Geografia
La superfície total és de 1.274 km². L'illa més gran és Nuku Hiva, la segona més gran de la Polinèsia Francesa després de Tahití.
Amb l'excepció de Motu One, totes les illes de les Marqueses són d'origen volcànic amb un relleu escarpat i sense esculls de corall que protegeixin la costa. Des dels cims i altiplans a més de 1.100 m d'altitud baixen directament els penya-segats fins al fons del mar, atacats i erosionats constantment pel corrent sud-equatorià del Pacífic. La costa té aspecte de muralla amb profundes coves, tallada en unes poques badies, i gairebé sense planes litorals. Les carenes muntanyoses són tallades per algunes valls estretes i aïllades.
Aquesta orografia amb pilars de roques basàltiques queda reflectida en la toponímia: Hiva Oa, 'llarga cresta'; Nuku Hiva, 'cresta del penya-segat'; Fatu Iva, 'nou roques'; Fatu Huku, 'tros de pedra'; Ua Pou, 'dos pics', i la sorprenent badia de les Vergues que els missioners van canviar a Verges.
El règim de pluges és molt variable entre illes i d'un any a un altre. Els vents alisis moderen la temperatura i aporten pluja. La precipitació és més abundant a les costes occidentals a sotavent, i les costes orientals a sobrevent són més pelades i més feréstegues.

### Flora i fauna
L'ecosistema de les Marqueses està marcat per la gran distància a terres continentals que fa que les espècies endèmiques siguin escasses. A més, ha sigut devastat en algunes àrees per l'activitat humana, la ramaderia i la introducció d'espècies foranes. Les illes tenen una fauna marina diversa, una fauna terrestre endèmica bastant limitada, i una flora diversa amb un alt grau d'endemisme.
Els taurons són abundants en les aigües profundes. La fauna terrestre endèmica es limita a ocells, insectes, papallones, aranyes i una espècie de rata-pinyada.
Els primers navegants polinesis van portar gossos i porcs. El contacte amb europeus va portar la introducció de cavalls, cabres, ovelles i rates, i també insectes com mosquits i escorpins.
Hi ha arbres del pa, pandanals i cocoters. Les exportacions principals són copra, tabac, cotó i vainilla.

### Demografia
El contacte amb els navegants va portar noves malalties reduint dràsticament la població de les illes. Al segle xvi s'estima que hi havia una població de 100.000 habitants aproximadament. A principis del segle XX s'havia reduït a un mínim de 2.000.
Durant el segle XX la població s'ha anat recuperant. En el cens del 2002 es comptaven 8.712 habitants.

### Comunicacions
A les Marqueses hi ha quatre aeroports a les illes de Nuku Hiva, Ua Pou, Ua Huka i Hiva Oa.

## Cultura
Les illes Marqueses van ser un important centre de la civilització de la Polinèsia oriental. Degut a l'orografia de les illes, cada vall constituïa una unitat tribal amb el seu propi sistema social encapçalat per les genealogies dels caps i dels sacerdots. L'aïllament de les valls provocava interminables guerres tribals marcant el caràcter guerrer dels marquesans. Practicaven el canibalisme ritual amb els enemics presoners.
Les èpoques de fam sovintejaven després de períodes de sequera, però també eren provocades per les pràctiques venjatives a les guerres on es destruïen els cocoters i els arbres de pa a les valls enemigues.
Encara que la pràctica de tatuar-se és comú a tota la Polinèsia, a les Marqueses va arribar a un alt grau de sofisticació. Els homes es tatuaven totalment de cap a peus, adquirint un color blavós i ferotge.
Encara que les Marqueses van ser de les primeres illes que van descobrir els europeus a la Polinèsia, durant dos segles van quedar fora de les rutes d'exploració i de la influència cultural occidental. La cultura nativa marquesana va ser devastada després de l'arribada dels exploradors europeus. A més de l'activitat dels missioners cristians, cal atribuir el col·lapse cultural als efectes catastròfics de les malalties importades. Però el seu redescobriment relativament tardà va impressionar.
A partir de l'experiència de Herman Melville com a tripulant d'un balener, i com a desertor a les Marqueses, va escriure la seva primera novel·la, Typee, considerada com la primera del gènere de la literatura dels mars del sud.
Robert Louis Stevenson i Jack London van seguir els passos de Melville, i els seus viatges també van quedar reflectits en els seus llibres.
El famós pintor francès Paul Gauguin i el cantant belga Jacques Brel van passar els últims anys de la seva vida a les Marqueses on són enterrats. Brel va compondre aquí la cançó Les Marquises.
L'investigador i aventurer Thor Heyerdahl va escriure el seu llibre Fatu Hiva després d'estar-se un any llarg en aquesta illa. Va ser la base de les seves teories i investigacions sobre les migracions marines prehistòriques.
Avui, la cultura marquesana és una barreja del ressorgiment de l'antiga cultura, amb fortes influències de la cultura tahitiana, i de la políticament important cultura francesa.